# 미쓰백
미쓰백은 2018년 10월 11일에 개봉한 대한민국의 영화이다. 
개봉 초기 상영관 수가 적어 이른 상영 종료가 예상되자 여성 관객을 중심으로 '쓰백러' 팬덤이 형성되어 SNS를 통한 홍보 활동과 단체 관람 추진, 비용을 지불하고 좌석을 예매하고 영화관에 가지 않는 '영혼 보내기' 운동 등을 벌였다. 11월 3일, 개봉 23일만에 누적 관객 70만명을 돌파하며 손익분기점을 넘겼다.

## 줄거리
성폭력을 방어하는 과정에서 전과자가 된 백상아(한지민)는 이를 계기로 인연을 맺게 된 형사 장섭(이희준)으로부터 과거 자신을 학대했던 어머니의 부고를 전해 듣는다. 마음의 흉터를 품은 채 간신히 삶을 추스른 인물의 일상이 다시 한번 요동칠 때쯤, 그의 앞에 학대의 흔적이 역력한 어린아이 지은(김시아)이 나타난다. 시간 차를 두고 과거와 미래를 공유하는 두 여성의 연대는 서로의 공통된 경험에 기반해 몇 마디 말 없이도 단단한 결속을 이룬다.

## 캐스팅
- 한지민 : 백상아 역
- 김시아 : 김지은 역
- 이희준 : 장섭 역
- 권소현 : 주미경 역
- 백수장 : 김일곤 역
- 김선영 : 장후남 역
- 전석호 : 배 형사 역
- 이주영 : 유장미 역
- 이정은 : 마사지샵 주인 역
- 조민준 : 강 형사 역
- 윤송아 : 사회복지사 역
- 김준범 : 조 반장 역
- 정경호 : 파출소장 역
- 김호창 : 남자경찰 역
- 유정래 : 여자경찰 역
- 김보민 : 어린 상아 역
- 신수정 : 신 간호사 역
- 김지혜 : 김 간호사 역
- 홍성호 : 마 반장 역
- 박기선 : 카센터 할아버지 역
- 한용환 : 택배기사 역
- 김지희 : 앞집여자 역
- 성현미 : 슈퍼아줌마 역
- 금동현 : 슈퍼아저씨 역
- 김대인 : 과거 남학생 역
- 김민기 :  남자아이시체 역
- 장영남 : 정명숙 역 (특별출연)

## 수상
- 2018년 제38회 한국영화평론가협회상 여우주연상 - 한지민
- 2018년 제38회 한국영화평론가협회상 여우조연상 - 권소현
- 2018년 제38회 한국영화평론가협회상 영평 11선
- 2018년 제3회 런던동아시아영화제 여우주연상 - 한지민
- 2018년 제39회 청룡영화상 여우주연상 - 한지민
- 2018년 제19회 올해의 여성영화인상 연기상 - 한지민
- 2018년 제5회 한국영화제작가협회상 여우주연상 - 한지민
- 2019년 제3회 CGV 골든에그어워즈 배우 연기상 - 한지민
- 2019년 제10회 올해의 영화상 여우주연상 - 한지민
- 2019년 제55회 백상예술대상 영화부문 신인감독상 - 이지원
- 2019년 제55회 백상예술대상 영화부문 여자 조연상 - 권소현
- 2019년 제55회 백상예술대상 영화부문 여자 최우수연기상 - 한지민
- 2019년 제3회 샤름 엘 셰이크 아시아 필름 페스티벌 여우주연상 - 김시아
- 2019년 제3회 안양신필름예술영화제 아역상 - 김시아
- 2019년 제39회 황금촬영상 아역상 - 김시아
- 2019년 제19회 디렉터스 컷 시상식 올해의 여자연기자상 - 한지민

## 같이 보기
- 2018년 대한민국의 영화 목록